# Buchan Ness Lighthouse
Das Buchan Ness Lighthouse, deutsch Buchan-Ness-Leuchtturm, ist ein Leuchtturm auf Kap Buchan Ness in der schottischen Ortschaft Boddam in der Council Area Aberdeenshire. 1971 wurde der Leuchtturm in den schottischen Denkmallisten in der höchsten Kategorie A aufgenommen.

## Geschichte
Nachdem es an der Küste von Buchan vermehrt zu Schiffsunglücken gekommen war, beschloss das Northern Lighthouse Board nach Petitionen von Magistraten, Gemeinderäten und den Hafenbehörden des nahegelegenen Peterhead den Bau eines Leuchtturms. Der Bau nach einem Entwurf von Robert Stevenson wurde schließlich zwischen 1824 und 1827 ausgeführt. Zuvor entschied sich Stevenson nach Sichtung von Alternativen für den Bau am Buchan Ness. 1910 wurde ein dioptrisches System installiert. Während des Zweiten Weltkriegs wurde nahe dem Leuchtturm eine Mine an die Küste gespült. Die Detonation führte zu leichten Beschädigungen. 1978 wurde das Buchan Ness Lighthouse auf elektrische Befeuerung umgestellt. Im Laufe der Jahrzehnte stieg die Lichtstärke von anfänglich 6500 cd auf 2 Mio. cd an. Seit 1988 ist der Leuchtturm automatisiert.

## Beschreibung
Der 35 Meter hohe, sich leicht verjüngende Turm ist abwechselnd mit roten und weißen Bändern gestrichen. Es sitzt eine Laterne mit auskragendem Umlauf auf. Das Feuer in 40 m Höhe über dem Meeresspiegel sendet alle fünf Sekunden ein weißes Signal mit einer Tragweite von 18 Seemeilen (33 Kilometer). Im Inneren führen 166 Stufen zum Feuer hinauf. Bereits zu Bauzeiten wurde das über eine Senke mit dem Festland verbundene Kap durch eine siebenspännige Holzbrücke mit Boddam verbunden. 1963 wurde diese durch eine Stahlbetonbrücke ersetzt.